# Midnight Series: Moonlight Chicken
Midnight Series: Moonlight Chicken (tiếng Thái: พระจันทร์มันไก่; RTGS: Phra Chant Man Kai; tạm dịch: Cơm gà ánh trăng) là một bộ phim truyền hình Thái Lan phát sóng năm 2023, đánh dấu lần tái hợp thứ ba của cặp đôi màn ảnh Pirapat Watthanasetsiri (Earth) và Sahaphap Wongratch (Mix). Đây là một trong ba phần phim của Midnight Series (2022–2023).
Bộ phim được đạo diễn bởi Noppharnach Chaiwimol và sản xuất bởi GMMTV. Đây là một trong 22 dự án phim truyền hình cho năm 2022 được GMMTV giới thiệu trong sự kiện "GMMTV 2022 Borderless" vào ngày 1 tháng 12 năm 2021. Tuy nhiên, bộ phim bị lùi lại sang năm 2023, được phát sóng vào lúc 18:00 (ICT), thứ Tư và thứ Năm trên nền tảng trực tuyến Disney+ Hotstar, bắt đầu từ ngày 8 tháng 2 năm 2023. Còn trên truyền hình, bộ phim được phát sóng vào lúc 20:30 (ICT), thứ Bảy trên GMM 25, bắt đầu từ ngày 22 tháng 4 năm 2023. Tập cuối được lên sóng vào ngày 2 tháng 3 năm 2023 trên Disney+ Hotstar và vào ngày 10 tháng 6 năm 2023 trên GMM 25.

## Diễn viên

### Diễn viên chính
- Pirapat Watthanasetsiri (Earth) vai Jim
- Sahaphap Wongratch (Mix) vai Wen

### Diễn viên phụ
- Thanawat Rattanakitpaisan (Khaotung) vai Kaipa
- Kanaphan Puitrakul (First) vai Alan
- Norawit Titicharoenrak (Gemini) vai Heart
- Nattawat Jirochtikul (Fourth) vai Li Ming
- Pakin Kuna-anuwit (Mark) vai Saleng
- Benyapa Jeenprasom (View) vai Praew
- Pornnapa Thepthinnakorn (Sui) vai Jintana (mẹ của Heart)
- Pijika Jittaputta (Lookwa) vai Jam (mẹ của Li Ming)
- Suraphan Chaopaknam (A) vai Supot (bố của Heart)
- Phromphiriya Thongputtaruk (Papang) vai Beam
- Kittisak Patomburana (Jack) vai Gong
- Inthiporn Tamsukhin (Maxine) vai Khwan

### Khách mời
- Chokchai Charoensuk vai Chawin (bố dượng của Wen) (Tập 3)
- Arun Asawasuebsakul (Ford) vai Ca sĩ (Tập 4)
- Noppharnach Chaiwimol (Aof) vai Bồi bàn (Tập 5)
- Kornprom Niyomsil (Au) vai Người bán trà sữa (Tập 5)
- Kitsadee Phuangprayong (Bank)

## Nhạc phim
| Tên bài hát                  | Thể hiện | Ref.  |
| ---------------------------- | --- | ----- |
| The Moon Represents My Heart | Pirapat Watthanasetsiri (Earth) Sahaphap Wongratch (Mix) Kanaphan Puitrakul (First) Thanawat Rattanakitpaisan (Khaotung) Norawit Titicharoenrak (Gemini) Nattawat Jirochtikul (Fourth) | [ 4 ] |
| พรุ่งนี้ (Tomorrow) (Phrung Ni)  | Arun Asawasuebsakul (Ford) | [ 5 ] |

## Các tập phát sóng
| TT. | Tiêu đề                          | Ngày phát sóng gốc                                                           |
| --- | -------------------------------- | ---------------------------------------------------------------------------- |
| 1 | "Ánh trăng tựa lòng"             | 8 tháng 2 năm 2023 (trên Disney+ Hotstar) 22 tháng 4 năm 2023 (trên GMM 25)  |
| Ở Pattaya, có một quán ăn đêm tên Cơm Gà Ánh Trăng, nơi nổi tiếng với những món ăn ngon và giá cả hợp túi tiền với những người lao động vất vả. Một ngày, Jim, chủ quán, đã gặp Wen, một vị khách say tại quán. Sau một hồi trò chuyện, Wen không có ai đưa về nên Jim đã đưa anh về nhà để tá túc và rồi hai người họ nảy sinh tình một đêm. |                                  |                                                                              |
| 2 | "Cơm gà thời vụ"                 | 9 tháng 2 năm 2023 (trên Disney+ Hotstar) 29 tháng 4 năm 2023 (trên GMM 25)  |
| Sau sự cố làm vỡ chai rượu quý của nhà Sĩ quan, Li Ming đã đến nhà của ông phụ giúp việc để trả nợ. Trong khoảng thời gian này, Li Ming và Heart đã làm lành và thân thiết nhau hơn. Cuộc sống vất vả của Jim đã thể hiện rõ qua từng khoản nợ mà anh phải trả. |                                  |                                                                              |
| 3 | "Nguyện ước đêm trăng tròn"      | 15 tháng 2 năm 2023 (trên Disney+ Hotstar) 6 tháng 5 năm 2023 (trên GMM 25)  |
| Wen đang có dự án xây dựng khu ẩm thực mới mà quán của Jim lại nằm trong khu quy hoạch. Thực ra, trước đây, Jim và Beam, người yêu cũ của anh, đã cùng nhau gây dựng nên quán cơm gà này nhưng Beam lại phản bội Jim và bỏ anh lại nơi đây. Jim biết được tình hình học tập của Li Ming và gặng hỏi về dự định của cậu trong tương lai. Cả hai xảy ra mâu thuẫn khi Jim muốn Li Ming học đại học còn cậu lại muốn ra nước ngoài kiếm tiền. Lễ Loy Krathong đến, tất cả mọi người cùng nhau đi thả đèn hoa đăng và cùng ước nguyện dưới ánh trăng tròn. |                                  |                                                                              |
| 4 | "Nửa đêm của cuộc đời"           | 16 tháng 2 năm 2023 (trên Disney+ Hotstar) 13 tháng 5 năm 2023 (trên GMM 25) |
| Li Ming bỏ nhà đi một đêm mà không báo cho Jim biết khiến cho mâu thuẫn giữa hai chú cháu lên đến đỉnh điểm. Alan biết Wen qua lại với Jim và nảy sinh ghen tuông, dù cho Wen nói mọi chuyện giữa hai người đã kết thúc. Li Ming dẫn Heart đến tham gia hoạt động mừng Giáng sinh cho người khiếm thính và nhận ra hạnh phúc trong cuộc sống này có được từ những điều đơn giản nhất. Tuy nhiên, cuộc sống vẫn là cuộc sống, không có cuộc sống nào hạnh phúc và yên bình mãi được.                                                                    |                                  |                                                                              |
| 5 | "Sai người đúng thời điểm"       | 22 tháng 2 năm 2023 (trên Disney+ Hotstar) 20 tháng 5 năm 2023 (trên GMM 25) |
| 6 | "Quên không xóa, xóa không quên" | 23 tháng 2 năm 2023 (trên Disney+ Hotstar) 27 tháng 5 năm 2023 (trên GMM 25) |
| 7 | "Ánh trăng nói hộ lòng tôi"      | 1 tháng 3 năm 2023 (trên Disney+ Hotstar) 3 tháng 6 năm 2023 (trên GMM 25)   |
| 8 | "Ngôi nhà tự mình gầy dựng"      | 2 tháng 3 năm 2023 (trên Disney+ Hotstar) 10 tháng 6 năm 2023 (trên GMM 25)  |

## Giải thưởng và đề cử
| Năm  | Giải thưởng                | Hạng mục                           | Nhân vật/Tác phẩm được đề cử       | Kết quả   | Ref.  |
| ---- | -------------------------- | ---------------------------------- | ---------------------------------- | --------- | ----- |
| 2023 | ContentAsia Awards 2023    | Best LGBTQ+ Programme Made in Asia | Midnight Series: Moonlight Chicken | Đoạt giải | [ 6 ] |
| 2023 | FEED Y Capital Awards 2023 | Series Y of the Year               | Midnight Series: Moonlight Chicken | Đoạt giải | [ 7 ] |